# Raiffeisenbank Küps-Mitwitz-Stockheim
Die Raiffeisenbank Küps-Mitwitz-Stockheim eG ist eine Genossenschaftsbank mit Sitz in der bayerischen Marktgemeinde Küps im Landkreis Kronach.

## Geschichte
Die heutige Raiffeisenbank Küps-Mitwitz-Stockheim eG wurde am 1. Juli 1888 in Küps gegründet und entstand im Jahr 1997 durch die Fusion der Raiffeisenbank Mitwitz-Gundelsdorf eG mit dem Sitz in Stockheim mit der Raiffeisenbank Küps e.G. mit dem Sitz in Küps. Im Jahr 1994 fusionierte die Raiffeisenbank Gundelsdorf und Umgebung eG mit dem Sitz in Gundelsdorf mit der Raiffeisenbank Mitwitz eG mit dem Sitz in Mitwitz zur Raiffeisenbank Mitwitz-Gundelsdorf eG.

## Rechtsverhältnisse
Die Raiffeisenbank Küps-Mitwitz-Stockheim eG ist im Genossenschaftsregister beim Amtsgericht Coburg unter GnR 33  eingetragen.

## Organisationsstruktur
Rechtsgrundlagen sind das Genossenschaftsgesetz und die durch die Vertreterversammlung beschlossene Satzung. Organe der Bank sind der Vorstand, der Aufsichtsrat und die Vertreterversammlung.

## Sicherungseinrichtung
Die Raiffeisenbank Küps-Mitwitz-Stockheim eG ist der amtlich anerkannten Sicherungseinrichtung des Bundesverbandes der Deutschen Volksbanken und Raiffeisenbanken GmbH und der zusätzlichen freiwilligen Sicherungseinrichtung des Bundesverbandes der Deutschen Volksbanken und Raiffeisenbanken e.V. angeschlossen.

## Geschäftsausrichtung
Die Raiffeisenbank Küps-Mitwitz-Stockheim eG betreibt das Universalbankgeschäft. Im Verbundgeschäft arbeitet sie mit der DZ Bank, R+V Versicherung, Bausparkasse Schwäbisch Hall, Teambank, VR Leasing, DZ Hyp und der Union Investment zusammen.

## Geschäftsgebiet
Das Geschäftsgebiet liegt im Süden des Landkreises Kronach.
An diesen Orten betreibt die Bank Filialen:
- Küps (Hauptstelle, jur. Sitz)
- Mitwitz (Geschäftsstelle)
- Stockheim(Geschäftsstelle)
- Gundelsdorf (Geschäftsstelle)